# Пеев, Александр
Александр Пеев (болг. Александър Пеев, агентурный псевдоним «Боевой»; 4 мая 1886 года, Пловдив, Болгария — 22 ноября 1943 года, София, Болгария) — болгарский революционный и общественный деятель.
Во время Второй мировой войны — участник движения Сопротивления в Болгарии, агент советский разведки.
Доктор права, археолог-любитель, первый исследователь Ситовской надписи.
Отец писателя Димитра Пеева

## Биография
Александр Пеев родился в семье мэра города Пловдива. Учился в мужской гимназии вместе с будущим премьер-министром Болгарии Богданом Филовым. В 1906—1909 гг. учился в Военном училище в Софии, где познакомился с Никифором Никифоровым — будущим генералом и своим сподвижником по разведывательной группе. Участвовал, как офицер, в Балканских войнах, а также в Первой мировой войне. В 1915 году получил степень доктора права в университете Брюсселя.
В 1910 году вступил в Болгарскую рабочую социал-демократическую партию (тесных социалистов). С 1915 до 1921 гг., с перерывом на участие в Первой мировой войне — секретарь городского комитета БРСДП (т.с) (с 1919 г. — БКП (т.с.)) в Карлово.
В период 1922—1925 гг. издавал газету «Правда».
Депутат Обыкновенного Народного собрания Болгарии XVIII созыва (02.10.1919 г. — 20.02.1920 г.).
В межвоенный период отошёл от открытой политической деятельности, работал адвокатом в Карлово, позже в Пловдиве и Софии, писал статьи на юридические темы. В Пловдиве в 1920—1930-е гг. возглавлял Городское археологическое общество. В 1928 г. снарядил научную экспедицию в пещеру у болгарского селения Ситово, где обнаружил Ситовскую надпись, которую исследовал и пытался расшифровать до начала 1940 гг.
Незадолго до начала Второй мировой войны Александр Пеев посетил СССР, где вступил в контакт с советской разведкой и получил псевдоним «Боевой». По возвращении в Болгарии организовал и возглавил разведывательную группу, заместителем Пеева в которой стал генерал Никифор Никифоров (агентурный псевдоним «Журин»). Разведывательная группа Пеева привлекала к сотрудничеству не только военных, но и высокопоставленных дипломатических и государственных чиновников, от которых советская разведка получала важную информацию. Среди лиц, предоставлявших информацию, кроме Никифорова, был дипломат Янко Пеев — двоюродный брат А. Пеева, посол Болгарии в Египте, а позже в Японии, также чиновник болгарского посольства в Румынии Тодор Константинов, находившийся в Стамбуле театральный деятель Боян Дановский, финансист Александр Георгиев — крупный банковский чиновник, который был направлен министерством финансов Болгарии на стажировку в Германии — и другие.
За время разведывательной деятельности Александр Пеев передал свыше 400 радиограмм, однако 15 апреля 1943 года во время сеанса связи был запеленгован и арестован радист группы Эмил Попов, а 17 апреля 1943 года был арестован и сам Пеев.
Александр Пеев был расстрелян 22 ноября 1943 года вместе с товарищами по разведгруппе — Эмилом Поповым и Иваном Владковым, писарем штаба Софийского округа

## Награды
- Орден «За храбрость»
- Посмертно награждён в 1966 году болгарским орденом «Георгий Димитров» и советским орденом Ленина.

## В болгарском кино
- Александр Пеев — главный герой военно-исторического сериала «Один среди волков[болг.]», посвященного деятельности возглавляемой им разведгруппы.

Сериал демонстрировался на Центральном телевидении СССР в сентябре 1981 года и в августе 1984 года.
Исполнитель роли Борис Луканов.